# I Ain’t No Joke
«I Ain’t No Joke» (с англ. — «Я не шучу») — второй сингл американского хип-хоп-дуэта Eric B. & Rakim из их дебютного студийного альбома Paid in Full, выпущенный в 1987 году на лейбле 4th & B’way Records, дочернем лейбле Island Records.
Песня была написана и спродюсирована участниками группы: Эриком Барриером и Уильямом Гриффином. Сингл достиг 38 места в чарте Hot R&B/Hip-Hop Singles & Tracks. Описанный как один из «монументальных синглов» альбома, Майкл Ди Белла написал в AllMusic, что «Раким хватает слушателя за горло и иллюстрирует своё мастерство в рифмованном ремесле». Для песни был создан музыкальный клип с участием танцующего рэпера Flavor Flav из группы Public Enemy. Песня была выбрана Jay-Z для саундтрека NBA 2K13, а также появилась в видеоигре Saints Row.

## Предыстория
По словам Ракима, дуэт провёл неделю, работая над альбомом Paid in Full, в то время как песня «I Ain’t No Joke» заняла большую часть этого времени, четыре дня. В интервью журналу Spin Раким сказал, что во время написания песни он сознательно избегал использования нецензурной лексики:
Если вы послушаете рифмы в песне «I Ain’t No Joke», то поймёте, что я действительно серьёзно думал об этом. Кроме того, то, что я делал, было по-настоящему «тяжёлым», но никаких ругательств или чего-то, что они бы не захотели поставить в эфир, потому что они взяли песню в ротацию. Поэтому я думал о самом сложном, котором только мог придумать, но всё же говорил что-то, что они могли бы играть на радио весь день. Потому что в этом вся идея рифм, которые я пишу. Я могу по-настоящему «сойти с ума» с рифмами, но они не будут ставить это на радио весь день. Я мог бы сделать настоящую песню с ругательствами, которую они будут ставить только на выходных, тогда им придётся вырезать половину песни! Но, знаешь, я так не живу. Мне платят, я хочу получать деньги.
«I Ain’t No Joke» был спродюсирован дуэтом с использованием семплов из песни «Pass the Peas» группы The J.B.'s и «Theme from the Planets» Dexter Wansel. Как и большая часть альбома, «I Ain’t No Joke» был записан на студии Power Play Studios в Лонг-Айленд-Сити, Куинс, Нью-Йорк.

## Музыкальное видео
Музыкальное видео для «I Ain’t No Joke» было снято Вивьен Голдман, британской журналисткой, писателем и музыкантом, которая также имела опыт партизанского кинопроизводства. Доступный им бюджет был низким, поэтому она спросила Эрика Би и Ракима, где им нравится тусоваться, и выбрала это место в качестве места для музыкального клипа. В этом видео Раким рифмует в трёх разных местах: перед фреской граффити, на игровой площадке с друзьями и снаружи магазина электроники в Гарлеме перед толпой, с Эриком Би играющим на вертушках. Съёмки этих мест постоянно меняются на протяжении всего видео. И Эрик Би, и Раким носят наряды «Золотой эра хип-хопа», состоящие из тренировочного костюма и тяжёлых золотых цепей и ювелирных украшений, описанные журналом Complex как «яркие» и «классические и бесценные». В ролике также представлен эпизод с Flavor Flav из группы Public Enemy, танцующего на детской площадке и перед толпой возле магазина.

## Список композиций

### Винил12"
Сторона А
1. «I Ain’t No Joke» — 3:54
2. «Extended Beat» — 3:49

Сторона Б
1. «Eric B. Is on the Cut» — 3:48

### Винил7"
Сторона А
1. «I Ain’t No Joke» — 3:54

Сторона Б
1. «Eric B. Is on the Cut» — 3:48

## Чарты

### Еженедельные чарты
| Чарт (1987)             | Высшая позиция |
| ----------------------- | -------------- |
| США (Hot Black Singles) | 38             |